# .lat
.lat es el dominio de Internet genérico propuesto por la eCOM-LAC (Federación Latinoamericana y Caribe para Internet y el Comercio Electrónico) y NIC México, como gestores del proyecto, para la creación de un dominio en Internet que permita identificar, diferenciar y agregar valor a los recursos en Internet relacionados con los latinos, incluso más allá de Latinoamérica, distinguiendo sus expresiones culturales, sociales y negocios. NIC México y eCOM-LAC  tramitarán la propuesta al ICANN, que comenzó a aceptar solicitudes de nuevos dominios el mes de enero de
2012.